# Rozmowa szlachcica polskiego z cudzoziemcem
Rozmowa szlachcica polskiego z cudzoziemcem – utwór Piotra Zbylitowskiego w 1600 w Krakowie.
Utwór ma formę dialogu. Zawiera krytykę nowych mód, afirmację tradycji sarmackiej oraz pochwałę umiaru i prostoty, które są charakterystyczne dla szlachty, w przeciwieństwie do kultury dworskiej. Prostota nie oznacza jednak życia prostackiego i surowego, ani ucieczki od cywilizacji. Stanowi raczej poszukiwanie we współczesnym świecie sposobów realizacji cnotliwego życia.